# Провулок

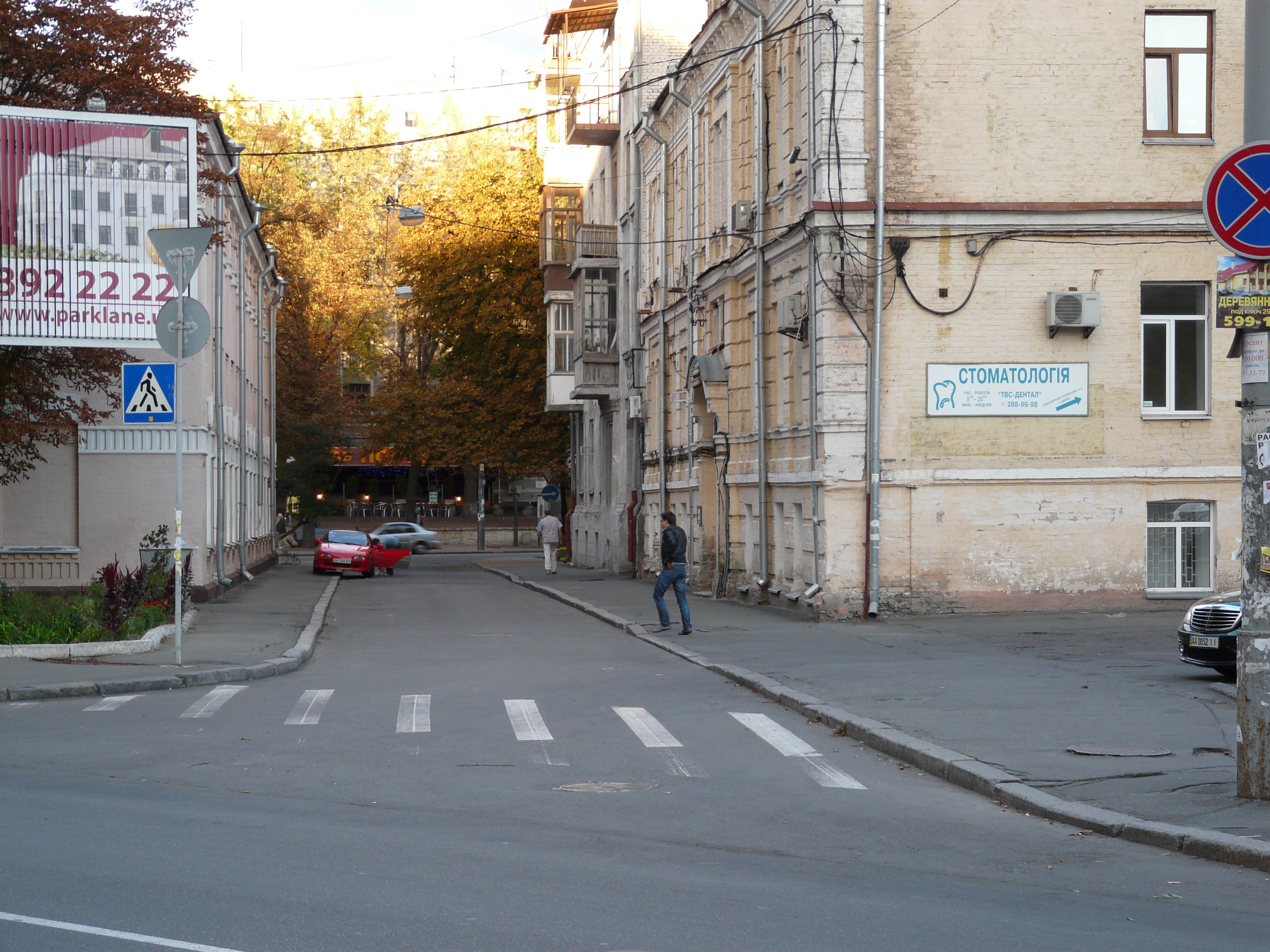
Інженерний провулок (Київ), вид з вулиці Князів Острозьких

Прову́лок — невелика, зазвичай коротка, вулиця, яка слугує з'єднанням двох більших вулиць (або ж тупиком, що відходить від основної вулиці). Провулок є елементом вулично-дорожньої системи. Довжина провулка становить, як правило, один-два квартали.
Може використовуватися для об'їзду місць, де ремонтуються вулиці або споруджуються певні об'єкти, наприклад, станції метро (зокрема використання[недоступне посилання з липня 2019] Ужгородського провулка під час будівництва станції метро «Голосіївська» у Києві). Іноді рух в одному напрямку організовується вулицею, а у зворотному — провулком (наприклад, той самий Ужгородський провулок в одному напрямку та вулиця Михайла Стельмаха в іншому).